# Brixlegg
Brixlegg – uzdrowiskowa gmina targowa w Austrii, w kraju związkowym Tyrol, w powiecie Kufstein, nad rzeką Alpbach. W 2015 liczyła 2869 mieszkańców.

## Historia
Okolice miejscowości były w epoce brązu miejscem wydobycia i przetwarzania miedzi. W XX wieku działał tu kombinat metalurgiczny należący do przedsiębiorstwa Montanwerke Brixlegg GmbH, który około 1990 produkował ponad 50.000 ton miedzi rocznie. W 1986 firma podjęła decyzję o budowie nowej hali elektrolizy, którą zaprojektował katowicki "Bipromet". Uruchomiono ją w 1988.

## Współpraca
Miejscowości partnerskie:
- Aichach, Niemcy
- Matzen-Raggendorf, Dolna Austria